# Bahnhof Strausberg Nord

Der Bahnhof Strausberg Nord liegt in Strausberg im Landkreis Märkisch-Oderland. Er ist Endbahnhof der Bahnstrecke Strausberg–Strausberg Nord und Endbahnhof der Linie S5 der S-Bahn Berlin.

## Lage
Der Bahnhof befindet sich in der Ortslage Strausberg Nord. Das Zentrum der Stadt Strausberg liegt etwa zwei Kilometer südwestlich, der Straussee rund einen Kilometer westlich und das Berliner Stadtzentrum etwa 33 Kilometer Luftlinie westlich. Die nächste Station an der Strecke, der Bahnhof Strausberg Stadt, befindet sich rund 2,25 Kilometer südwestlich. Der Bahnhof Strausberg Nord liegt an den Straßen Am Flugplatz und Prötzeler Chaussee. Etwa einen halben Kilometer östlich liegt die von-Hardenberg-Kaserne mit dem Kommando Heer, einen halben Kilometer nordöstlich das Zentrum Informationsarbeit Bundeswehr. Die Station gehört zum Tarifbereich Berlin C des Verkehrsverbundes Berlin-Brandenburg.

## Geschichte
Die Kasernierte Volkspolizei, Vorgängerin der Nationalen Volksarmee (NVA) der DDR, hatte im Juni 1954 ihren Stab von Berlin-Adlershof nach Strausberg verlegt. Da der Bahnhof Strausberg weit südlich der Stadt lag, wurde eine Stichstrecke gebaut, die das Gelände im Norden der Stadt Strausberg erschloss. Am Streckenendpunkt entstand der Bahnhof Strausberg Nord, der am 1. Januar 1955 in Betrieb ging. Am 3. Juni 1956 folgte, wie auf der gesamten Strecke, der Anschluss an das Gleichstromnetz der Berliner S-Bahn. Bis zu diesem Zeitpunkt fuhr man auf der Strecke auch im Personenverkehr mit Dieselzügen.
In den ersten Jahren pendelten die S-Bahn-Züge zwischen Strausberg und Strausberg Nord, später verkehrten die Züge aus Berlin durchgehend nach Strausberg Nord. Wegen eines langen eingleisigen Abschnittes konnte Strausberg Nord jedoch nur im 40-Minuten-Takt bedient werden. Seit dem Fahrplanwechsel im Dezember 2015 fahren die S-Bahnzüge bis Strausberg Nord im 20-Minuten-Takt, wofür der Abschnitt zwischen dem Bahnhof Strausberg und der Überleitstelle Hegermühle fast durchgehend zweigleisig ausgebaut wurde.
Des Weiteren diente der Bahnhof auch dem Güterverkehr für den Standort der NVA und einige lokale Anbieter. Dieser wurde jedoch in den 1990er Jahren eingestellt.

## Anlagen
Der Bahnhof besitzt zwei Bahnsteiggleise mit einem dachlosen Mittelbahnsteig am Ende der Gleise der S-Bahn. Im Einfahrbereich des Bahnhofs gibt es zwischen den beiden Gleisen eine Kehr- und Abstellanlage. Drei Anschlussbahnen gingen früher vom Bahnhof aus. In Verlängerung der Strecke wurde ein Armeegelände bedient, die Anschlüsse zu einem Heizhaus und einer Großhandelsgesellschaft zweigten zu beiden Seiten der Gleise in Richtung Berlin ab. Die Anlagen existieren noch, werden aber nicht mehr benutzt. Ein kleines Empfangsgebäude ist auch vorhanden, das aber nicht mehr zu Bahnzwecken benutzt wird. Seit 2007 befindet sich im Gebäude ein Gasthof mit Restaurant. Er trägt den Namen Gasthof Strausberg Nord.
Insgesamt ist der Bahnhof mit 11 Weichen und 13 Signalen ausgestattet. Seit der Eröffnung wurden die Anlagen von einem elektromechanischen Stellwerk der Bauform VES 1912 (mit Farbscheibenüberwachung) bedient.

## Anbindung
| Linie | Verlauf | Takt   |
| ----- | --- | ------ |
|       | Westkreuz – Charlottenburg – Savignyplatz – Zoologischer Garten – Tiergarten – Bellevue – Hauptbahnhof – Friedrichstraße – Hackescher Markt – Alexanderplatz – Jannowitzbrücke – Ostbahnhof – Warschauer Straße – Ostkreuz – Nöldnerplatz – Lichtenberg – Friedrichsfelde Ost – Biesdorf – Wuhletal – Kaulsdorf – Mahlsdorf – Birkenstein – Hoppegarten – Neuenhagen – Fredersdorf – Petershagen Nord – Strausberg – Hegermühle – Strausberg Stadt – Strausberg Nord | 20 min |

Zudem bedienen noch einige lokale Buslinien den Bahnhof.